# Maria De Lourdes Jesus
Maria De Lourdes Jesus (Repubblica di Capo Verde, ...) è una giornalista capoverdiana.

## Biografia
Giornalista e rappresentante dell'Associazione Tabanka Onlus, si è molto occupata dell'immigrazione capoverdiana in Italia. Immigrata giovanissima da Capoverde in Italia per lavorare, si è poi laureata in pedagogia e si è affermata nel giornalismo sull’immigrazione, portandolo avanti con tenacia e competenza, nonostante le difficoltà e censure subite a causa dell’influenza partitica sul sistema mediatico italiano.
Ha condotto il programma Rai Nonsolonero, prima trasmissione della TV italiana dedicata al tema dell’immigrazione, prodotta dal 1988 come rubrica del TG2 e chiusa nel 1994. Ha collaborato con le trasmissioni Permesso di soggiorno, Contaminazione e Ponte Radio (Radiouno). È tra i fondatori dell’associazione interculturale Tabanka Onlus.
Nel 1998 ha ricevuto il Premio Colombe d'Oro per la Pace da parte dell'Istituto di Ricerche Internazionali Archivio Disarmo. 
Ha scelto di tornare in patria per contribuire allo sviluppo della sua isola, creando l’ong Mare Caela. 
Ha pubblicato il libro Racordai. Vengo da un’isola di Capo Verde per l’editrice Sinnos nel 2002.

## Programmi televisivi
- Nonsolonero

## Radio
- Permesso di soggiorno
- Contaminazione
- Ponte Radio (Radiouno)

## Pubblicazioni
- Racordai. Vengo da un’isola di Capo Verde, Sinnos, 2002.